# 小里泰弘
小里 泰弘（おざと やすひろ、1958年〈昭和33年〉9月29日 - ）は、日本の政治家。
農林水産大臣（第70代）、内閣総理大臣補佐官、農林水産副大臣、環境副大臣兼内閣府副大臣、農林水産大臣政務官、衆議院災害対策特別委員長、衆議院財務金融委員長、衆議院農林水産委員長、衆議院議員（6期）、自由民主党副幹事長、同党国土交通部会長、同党地方組織・議員総局長、同党経済成長戦略本部長、同党選挙対策筆頭副委員長を歴任した。
父は総務庁長官や労働大臣、北海道開発庁長官、沖縄開発庁長官を歴任した小里貞利。

## 来歴

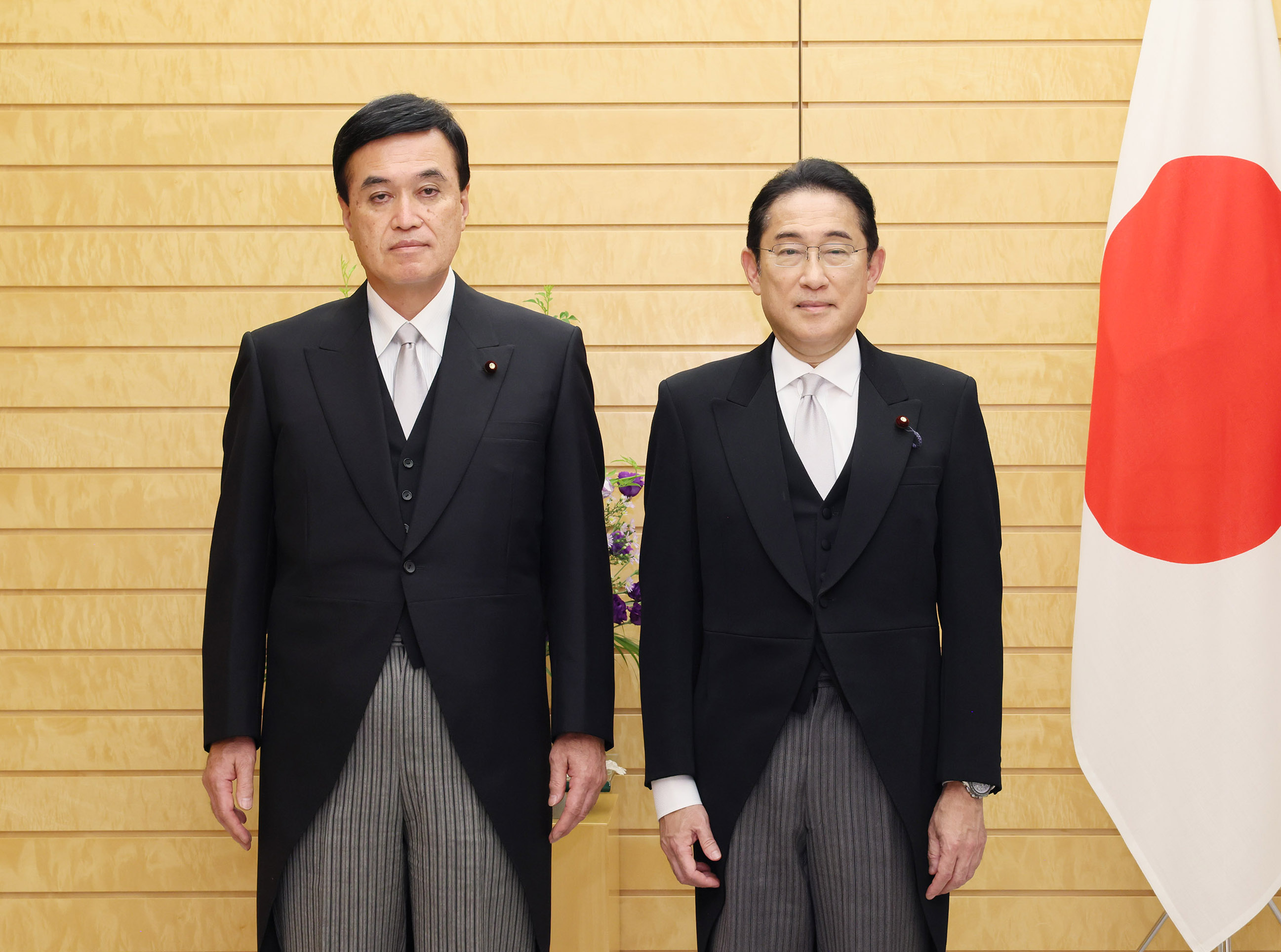
2023年、内閣総理大臣補佐官就任時に岸田文雄と

鹿児島県姶良郡霧島町（現：霧島市）生まれ。鹿児島県立鶴丸高等学校、慶應義塾大学法学部法律学科を卒業し、野村証券に入社。
1990年に父の労働大臣就任に伴い大臣秘書官に就任。以降、兵庫県南部地震対策担当大臣、総務庁長官兼中央省庁改革等担当大臣に就任した際にも秘書官を務めた。
2005年9月11日の第44回衆議院議員総選挙では父の引退に伴い、鹿児島4区から自由民主党公認で立候補。直前に社会民主党を離党し、民主党公認で出馬した元職の濱田健一を破り、初当選した。当選後は、2005年初当選組で構成される83会及び谷垣派に所属。2006年自由民主党総裁選挙では、谷垣禎一の推薦人に名を連ねる。
2006年7月に北薩地域で豪雨災害が発生。地元、川内川の治水事業に奔走し、総額1000億円の大治水事業の実現にこぎつけた。
2009年の第45回衆議院議員総選挙では、鹿児島4区で民主党公認の皆吉稲生の猛追を受けるが、2,711票差で逃げ切り、再選（皆吉も比例復活）。なお、この選挙では2005年の総選挙に自民党公認で初当選した議員の大半が落選した（83人のうち77人が立候補、当選者は10人、小選挙区当選者は赤沢亮正、稲田朋美、小里の3人のみ）。
総選挙後、自民党内に設置された政権力委員会（ネクスト・ジャパン）の農林水産副担当に就任。2010年10月、政権力委員会の廃止に伴い設置された影の内閣（自由民主党シャドウ・キャビネット）でも引き続き影の農林水産副大臣（農林部門）に就任した。
2011年3月11日に発生した東日本大震災では、自民党に設置された東日本巨大地震・津波災害法整備等緊急対策プロジェクトチームの座長に就任。緊急対策の立案にあたり避難所対策から復旧対策まで、577項目の対策案を取りまとめ政府に提言。更にがれき処理特別措置法をはじめ、多くの震災関連法案も手掛けた。
2012年10月に宏池会を脱退し、前自由民主党総裁の谷垣禎一による勉強会「有隣会」に参加した。同年12月の第46回衆議院議員総選挙では、鹿児島4区から出馬し、3選。
第2次安倍内閣発足後、自民党農林部会部会長に就任。TPP対応の決議案を作成し、更に農業農村所得倍増目標10ヵ年戦略を取りまとめ、今後10年間の農政指針を示した。
2013年9月、農林水産大臣政務官に就任。
2014年9月3日、第2次安倍改造内閣で環境副大臣兼内閣府副大臣に就任。同年12月の第47回衆議院議員総選挙では、鹿児島4区から出馬し、4選。
2016年1月、衆議院農林水産委員長に就任。
2017年10月の第48回衆議院議員総選挙では、鹿児島県内の小選挙区割変更に伴う調整により、鹿児島3区から立候補し5選。同年11月、衆議院財務金融委員長に就任。
2018年10月、第4次安倍第1次改造内閣で農林水産副大臣に就任。
2019年9月、自民党国土交通部会長に就任。
2021年10月、自民党経済成長戦略本部長、選挙対策筆頭副委員長に就任。
同年10月31日の第49回衆議院議員総選挙に鹿児島3区から立候補したが、立憲民主党公認の野間健に破れ、初めて小選挙区で落選（惜敗率85.64%）。重複立候補していた比例九州ブロックで自民党が獲得した8議席の最後の1議席に滑り込み、比例復活で6期目の当選を果たした。
同年11月、衆議院災害対策特別委員長に就任。
2023年9月13日、第2次岸田第2次改造内閣において、内閣総理大臣補佐官（農山漁村地域活性化担当）に就任。
2024年10月1日、第1次石破内閣において、農林水産大臣に就任。
同年10月27日の第50回衆議院議員総選挙鹿児島3区から立候補するも、再び立憲民主党の野間に敗れ、小選挙区で落選（惜敗率71.65%）。重複立候補していた比例九州ブロックで自民党は7議席を得ていたが、名簿順位及び惜敗率順で10番手となり比例復活もならず、議席を失った。自民党が裏金問題や統一教会問題、選挙期間中に発覚した非公認候補への2000万円支給問題などを抱える中、序盤情勢から野間との接戦が報じられた選挙戦であった。小里は落選後も第2次石破内閣発足まで（形式上の）民間人閣僚として農林水産大臣の職を続けた。同年11月11日の内閣総辞職に伴い、農林水産大臣を退任した（後任は江藤拓）。農林水産大臣在任日数は42日間（落選後は15日間）であった。

## 政策・主張

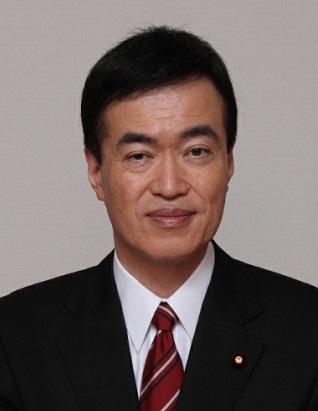
農林水産副大臣の就任に際して公表された肖像写真

### 憲法改正
- 憲法改正に賛成[23]。
- 集団的自衛権の行使を禁じた政府の憲法解釈を見直すことに賛成[23]。
- 日本の核武装について今後の国際情勢によっては検討すべきとしている[23]。

### 消費税増税
- 2012年の公開アンケートにおいて、消費税を2014年4月に8%、2015年10月に10%まで引き上げる法律が成立したことについて「引き上げは必要だが、時期は先送りすべきだ」と回答している[23]。
- 2014年の公開アンケートにおいて、「2017年4月に消費税率を10%に引き上げるべきだ」と回答している[24]。
- 2017年の公開アンケートにおいて、消費税を2019年10月に10%に引き上げることについて「賛成」と回答している[25]。
- 「消費税0%の検討」を掲げた『国民を守るための「真水100兆円」令和2年度第2次補正予算に向けた提言』に賛同している[26]。

### その他
- 選択的夫婦別姓制度導入について、2016年の西日本新聞によるアンケートで、「結婚したら全員が夫婦同姓にすべき」としている[27]。一方、2014年の朝日新聞によるアンケートでは、「どちらとも言えない」としていた[28]。2017年の朝日新聞によるアンケートにおいては、どちらかと言えば賛成[29]、2021年のアンケートでは賛成[30]と回答している。

## 人物

### 統一教会との関係
- 2021年5月に世界平和統一家庭連合（旧・統一教会）の関連団体「鹿児島県平和大使協議会」が開いたイベント「鹿児島未来フォーラム2021」の後援申請資料に、保岡宏武、金子万寿夫とともに顧問として記載された。理事には自民党県議の酒匂卓郎と柴立鉄平が名を連ねた[31]。
- 2022年7月23日に開催が予定されていた、統一教会の関連団体「天宙平和連合（UPF）」が主催する自転車イベント「ピースロード2022 in鹿児島」の実行委員会の顧問を、保岡、金子とともに務めた。なおイベントは中止された[32]。

### 献金問題
- 小里の関連政治団体が脱税で罰金の判決を受けた鹿児島市の企業からパーティー券購入による資金提供を受けていたことが判明した[33]。この会社は08年7月から10年6月にわたり、材料費や外注費を元経理部長が水増しし、法人税を免れたとして、鹿児島地裁で2013年4月に罰金3千万円などの判決を受け、その後確定している[33][34]。
- 2014年、小里が代表を務める政党支部が、談合で指名停止措置を受けた業者から48千円の献金を受け取っていた[35]。

### 女子大生との愛人契約報道
- 2019年12月に発売された週刊新潮において、会員制ラウンジに勤務していた上智大学の女子学生（当時）と愛人契約を結んでいたことを報じられた[36]。
- 2024年10月2日に行われた自身の農林水産大臣への就任会見において、記者から上記の件を問われたところ、「閣僚としてしっかりと緊張感を持って職務を遂行していきたい。その一念であります」と述べ、再び回答を避けた[37]。

## 選挙歴
| 当落 | 選挙                   | 執行日         | 年齢 | 選挙区        | 政党       | 得票数     | 得票率 | 定数 | 得票順位 /候補者数 | 政党内比例順位 /政党当選者数 |
| ---- | ---------------------- | -------------- | ---- | ------------- | ---------- | ---------- | ------ | ---- | ------------------ | ---------------------------- |
| 当   | 第44回衆議院議員総選挙 | 2005年09月11日 | 46   | 鹿児島県第4区 | 自由民主党 | 11万258票  | 59.02% | 1    | 1/3                | /                            |
| 当   | 第45回衆議院議員総選挙 | 2009年08月30日 | 50   | 鹿児島県第4区 | 自由民主党 | 9万7054票  | 50.12% | 1    | 1/3                | /                            |
| 当   | 第46回衆議院議員総選挙 | 2012年12月16日 | 54   | 鹿児島県第4区 | 自由民主党 | 10万415票  | 66.87% | 1    | 1/3                | /                            |
| 当   | 第47回衆議院議員総選挙 | 2014年12月14日 | 56   | 鹿児島県第4区 | 自由民主党 | 9万3501票  | 69.65% | 1    | 1/3                | /                            |
| 当   | 第48回衆議院議員総選挙 | 2017年10月22日 | 59   | 鹿児島県第3区 | 自由民主党 | 10万2501票 | 50.41% | 1    | 1/3                | /                            |
| 比当 | 第49回衆議院議員総選挙 | 2021年10月31日 | 63   | 鹿児島県第3区 | 自由民主党 | 8万9110票  | 46.13% | 1    | 2/2                | 8/8                          |
| 落   | 第50回衆議院議員総選挙 | 2024年10月27日 | 66   | 鹿児島県第3区 | 自由民主党 | 7万3630票  | 41.74% | 1    | 2/2                | 10/7                         |

## 所属団体・議員連盟
- 自民党たばこ議員連盟[38]
- 日本会議国会議員懇談会[39]
- 神道政治連盟国会議員懇談会[39]
- みんなで靖国神社に参拝する国会議員の会[39]
- 創生「日本」[39]
- 83会
- 日韓議員連盟
- 畜産振興議員連盟
- 南九州西回り自動車道建設促進議員連盟
- 肥薩おれんじ鉄道対策議員連盟
- 三県架橋議員連盟
- 新幹線直通化議員連盟
- 九州酪政会
- 小規模企業税制確立議員連盟
- 国際観光産業振興議員連盟[40]
- TPP交渉における国益を守り抜く会
- 「ピースロード」実行委員会
- 人権外交を超党派で考える議員連盟 [41]